# Город 312
«Город 312» — група з міста Бішкек (Киргизстан), грає в стилі поп-рок.

## Історія
Група була утворена 2001 року. Спочатку колектив вибрав для себе назву «Мангра», але незабаром від нього відмовився, назвавши групу на честь столиці Киргизії міста Бішкека, телефонний код якого — 312.
Перший склад включав чотирьох чоловік, проте незабаром після приїзду в Москву гітарист групи, перш учасник групи «Аян», покинув новоспечений колектив, не витримавши умов життя в столиці. На його місце була прийнята гітаристка — Маша. За час свого існування група змінила декількох барабанщиків. Самим відомим музикантом-барабанщиком, що грали з Містом був Ігор Джавад-Заде. Ще до популярності пісні «Залишуся», «Поза зоною доступу» і «Місто-світанок» ставали саунд-треками до маловідомих фільмів. Але все по-справжньому закрутилося, коли в 2005 році група на свої власні заощадження випустила незалежну платівку, що отримала назву «213 доріг». У грудні 2005 року (3.12.2005) колектив підписав контракт з компанією Real-Records до 2010 року. У січні 2006 група стала відома всій Росії після виходу кліпу на пісню «Залишуся», що стала саунд-треком до фільму «Денний Дозор». Потім пішов ажіотаж на пісню «Поза зоною доступу», що стала саунд-треком до фільму «Пітер.фм». У 2006 році вийшла перша номерна платівка «поза зоною доступу», до якої увійшли нові пісні і 8 вже раніше звучали на неномерном альбомі старих композицій у новому звучанні.
Широку популярність з цього альбому придбала і пісня «Ліхтарі».
На наступний же рік (2007) виходить друга номерна платівка гурту Город 312 «Обернись». Серед пісень були помітні такі хіти як «Дівчинка, яка хотіла щастя», «213 доріг» і «Обернись». Так само на ній були перевидані полюбилися постійним слухачам треки з неномерного альбому «Автокатастрофа» (фанк), «групи ризику» (хеві-метал), «Місце під сонцем» (етно-рок).
Презентація альбому «Обернись» відбулася в клубі Б1 12.04.2007. Пізніше відео-версія цього концерту вийшла на двд-диску «Місто 312.Live».
У тому ж 2007 році група «Город 312» спільно з групою «НДР» записала пісню «Ні миру на Землі», що стала саунд-треком до фільму «Чужий проти Хижака».
До липня 2009 року барабанщиком в групі був Вик, в липні на його місце прийшов Леонід Ніконов. «Город 312» поміняв барабанщика
У 2009—2010 роках група активно гастролює, в тому числі за кордоном — в СНД, Сполучених Штатах Америки, Бельгії, Польщі, Німеччині, Франції, Нідерландах, на Канарських островах.
Зараз «городяни» працюють над новими піснями.
У 2009 році виходить кліп Міста 312 і Басти на пісню «Обернись». Текст був написаний страйкують, а музичні партії і приспів залишився «Горожанскій». Пісня справила фуррор на вітчизняній сцені, а на премії МУЗ-ТВ 2010 була визнана найкраще піснею 2009 року.
24 листопада 2010 група презентувала свій третій номерний альбом «Нова музика». До альбому увійшли як зовсім нові оригінальні композиції, так і вже знаходилися в активній ротації («Невидимка», «Весна-2», «Не переплисти»).
У ротації на найбільших музичних каналах країни — перший в Росії 3D відеокліп на нову пісню «Допоможи мені». В активній ротації на найбільших радіостанціях країни знаходяться композиції групи «Нас мільйони», «Допоможи мені», «Нова музика», «Не переплисти», «Невидимка», «Доброго ранку, країна» та інші.
У серпні 2011 року група знялася в епізодичній ролі у фільмі «8 перших побачень».
У 2011 році «Місту 312» виповнилося 10 років, і 19 листопада 2011 року «городяни» відіграли великий ювілейний концерт у клубі «Milk». Підтримати та заспівати з музикантами прийшли такі відомі люди як Світлана Пермякова (Інтерни), Гарик Бульдог Харламов, Олександр Олешко, Олександр Анатолійович, Тимур Каштан Батрутдінов, Група «НестройБенд», «Реальні пацани», Павло Воля і багато інших. У той же день були офіційно презентовані три нові пісні групи: «Твій світ», що згодом стала саунд-треком до серіалу «Твій світ» на ТБ-3; «Неймовірний день», написана спеціально до ювілею групи; "Мамо, ми всі старіємо "- спільний дует з Павлом Волею.
20 листопада 2011 на пісню «Мамо, ми всі старіємо» був знятий кліп в одній з аудиторій Тимірязєвської Академії. У цьому кліпі спільно з музикантами знімалися і їх постійні слухачі.
Зараз група записує четвертий альбом, але, як зізналися самі музиканти, найближчим часом випускати його не планують.

## Склад

### Поточний
Ая — Світлана Назаренко (вокал; Киргизький інститут мистецтв за спеціальністю «Естрадний вокал»)
Дим — Дмитро Притула (клавішні, бек-вокал; диригентсько-хоровий факультет музичного училища; автор слів до пісень групи)
Маша — Марія Ілеева (гітара; приватні гітарні школи Олексія Книшова і Темура Мардалейшвілі)
Олександр — Олександр Ільічук (гітара; ГМКЕДІ (клас гітари, електрогітари, студент 3-го курсу НГК ім. Глінки (консерваторія) (клас гітари))
Леон — Леонід Притула (бас-гітара, бек-вокал; естрадне відділення музичного училища по класу бас-гітари; автор музики до пісень групи)
Нік — Леонід Ніконов (ударні; естрадне відділення Саратовського обласного коледжу мистецтв по класу барабанів)

### Колишні учасники
Вік — Віктор Голованов (ударні; Ставропольське крайове училище мистецтв, Ставропольський державний університет культури і мистецтв) - грає в групі Градусы
Джавад — Ігор Джавад-Заде (ударні; працював з групою «Наутілус Помпіліус», Земфірою)

## Дискографія
- «213 дорог» (2005) — перша неофіційна пластина
- «Вне зоны доступа» (2006)
- «Обернись» (2007)
- «Город 312. Live» (2008)
- «Город 312 Видеоклипы + Bonus (Концерт 05.09.09)» (2010)
- «Новая музыка» (2010)

### Саундтреки
- До ремейк фільму «Воротар» (кінокомпанії «Андріївський прапор») написаний трек «Футбол»
- Пісня «Поза зоною доступу» увійшла до саунд-трек до фільму « Пітер FM»
- Пісня «Залишуся» увійшла до саунд-трек до фільму « Денний дозор». Композиція була номінована як «Найкращий саундтрек року» на телеканалі «MTV Росія», а також присвячується пам'яті Кирила Разбежкіна і Ані Розбєжкіної
- Пісня «Територія» стала неофіційним «гімном» однойменної інтернет-гри «Територія»
- Пісні «Дівчинка, яка хотіла щастя» і «213 доріг» увійшли в саунд-трек до фільму «В очікуванні дива». Композиція «Група ризику» так само звучить у цьому фільмі, правда лише пару секунд.
- Пісня «Обернись» увійшла до саунд-трек до фільму "Іронія долі. Продовження "
- Пісня «Ні миру на Землі» (у дуеті з групою ГДР) стала саунд-треком до російської версії американського фільму «Чужі проти Хижака: Реквієм»
- Пісні «31 грудня» та «Вчора» увійшли в саунд-трек до фільму «Тариф Новогодній»
- Пісня «Місто-світанок» звучить у фільмі «Жара» (сцена в кафе)
- Пісня «Твій світ» стала саунд-треком до серіалу «Твій світ»
- Пісня «Конверт» стала саунд-треком до фільму «Продавець Іграшок»

### Кавери
- За тих, хто в морі (Машина Часу)
- На Тихорецьк (Із кінофільму «Іронія долі, або З легкою парою!»)
- Плаче дівчина в автоматі (Євген Осін)
- Притча про правду і брехню (Володимир Висоцький)
- По вулиці моєї (Алла Пугачова)
- Осінь (Баста)
- Жовтий лист осінній (Колібрі)
- Все знову починається (Любе)
- Ой, тумани мої, растумани (військова)
- На безіменній висоті (військова)
- Мій рай (МакSiM)

## Публічні виступи
Гурт на безлічі майданчиків — ГЦКЗ «Росія», БКЗ «Жовтневий», «Горбушкин двір», «Лужники», Театральна площа, Тверська площа, Пушкінська площа, Палацова площа, Парк культури і відпочинку імені Горького та ін
Відзначені виступи як на поп, так і на рок-фестивалях.
Серед приватних виступів можна відзначити наступні:
- 5 вересня 2009 гурт виступав в Москві на Дні Міста (live)
- 1 серпня 2010 гурт виступив в м. Бресті (Білорусь) на Дні міста
- 4 вересня 2010 гурт виступав в м. Ноябрьск (ЯНАО) на Дні міста та професійному святі нафтовиків
- 8 вересня 2011 гурт виступав в м. Владивосток на честь відкриття газопроводу компанії «Газпром» в місті.
- 11 вересня 2011 гурт виступав в м. Камишині на Дні міста.
- 25 квітня 2012 гурт виступав в м. Ростові-на-Дону на відкритті торгового комплексу «РІО».
- 17 червня 2012 гурт виступав в м. Ростові-на-Дону на святі друзів від Jacobs Monarh
- 21 липня 2012 гурт виступав в м. Новосибірську на святі друзів від Jacobs Monarh
- 11 серпня 2012 гурт виступав в м. Москва на святі друзів від Jacobs Monarch

## Нагороди
- 2006 — Премія «Золотий грамофон» за пісню «Поза зоною доступу»
- 2006 — Премія MTV RMA 2006 в номінації «Найкращий дебют»
- 2006 — Премія «Прорив року» секції «Звукова доріжка» газети «Московський комсомолець»
- 2006 — Премія «Нові пісні про головне» Першого каналу
- 2006 — Премія журналу «Beauty» в номінації «Найкращий саундтрек» за пісню «Поза зоною доступу» до фільму « Пітер FM»
- 2007 — Премія «Золотий грамофон» за пісню «Дівчинка, яка хотіла щастя»
- 2007 — Премія Кінонагороди MTV Росія в номінації «Найкращий саундтрек» за пісню «Поза зоною доступу» до фільму « Пітер FM»
- 2007 — Премія «Відкриття року» за версією журналу «7 днів»
- 2007 — Премія «Рекорд'» в номінації «Альбом групи» за альбом «Поза зоною доступу»
- 2008 — Премія «Рекорд'» в номінації «Альбом групи» за альбом «Обернись»
- 2010 — Премія «Муз-ТВ 2010» в номінації «Найкраща пісня» за пісню «Обернись» (спільно з Баста)